# Slammiversary (2025)
Slammiversary (2025) foi um evento pay-per-view (PPV) de luta livre profissional produzido pela Total Nonstop Action Wrestling (TNA), que aconteceu em 20 de julho de 2025, na UBS Arena em Elmont, Nova Iorque. Foi o 21º evento na cronologia do Slammiversary e celebrou o 23º aniversário da promoção. Lutadores da marca NXT da WWE também apareceram no card como parte da parceria entre as duas promoções.
Dez lutas foram disputadas no evento, incluindo três no pré-show. No evento principal, Trick Williams derrotou Joe Hendry e Mike Santana em uma luta three-way para manter o Campeonato Mundial da TNA. Em outras lutas importantes, Jacy Jayne, do NXT, derrotou Masha Slamovich, da TNA, em uma luta Winner Takes All para manter o Campeonato Feminino do NXT e conquistar o Campeonato Mundial das Knockouts da TNA, Leon Slater derrotou Moose para ganhar o Campeonato da X Division da TNA, e The Hardys (Jeff Hardy e Matt Hardy) derrotaram os campeões anteriores The Nemeths (Nic Nemeth e Ryan Nemeth), The Rascalz (Myron Reed e Zachary Wentz) e Fir$t Cla$$ (A. J. Francis e KC Navarro) em uma luta de escadas four-way de duplas para conquistar o Campeonato Mundial de Duplas da TNA. O evento também contou com a participação da lenda da TNA e atual lutador da WWE AJ Styles e Bully Ray.

## Produção

### Introdução
Slammiversary é um evento pay-per-view (PPV) de luta livre profissional produzido pela Total Nonstop Action Wrestling (TNA) para celebrar o aniversário do primeiro evento da empresa, realizado em 19 de junho de 2002. Por isso, o evento geralmente acontece no verão (junho ou julho). O primeiro Slammiversary ocorreu quase um ano após esse evento, em 18 de junho de 2003, e desde então tem sido considerado um dos principais eventos PPV da TNA, junto com Bound for Glory e, desde 2020, Hard To Kill e Rebellion.
Em 4 de dezembro de 2024, a TNA anunciou que o Slammiversary aconteceria em 20 de julho de 2025, na UBS Arena em Elmont, Nova Iorque.

### Histórias
O evento incluiu lutas que resultaram de histórias com script, onde os lutadores retrataram heróis, vilões ou personagens menos distinguíveis em eventos que criaram tensão e culminaram em uma luta ou série de lutas.
No NXT Battleground, Trick Williams derrotou Joe Hendry para conquistar o Campeonato Mundial da TNA, marcando não apenas a primeira vez que um título da TNA mudou de mãos em um evento produzido pela WWE, mas também a primeira vez que um lutador com contrato com a WWE conquistou um título da TNA. Desde então, Williams passou a desprezar o legado da TNA e prometeu remodelar a empresa segundo a sua visão, chamando-a de "TrickNA", fazendo apenas aparições esporádicas. Ele também defendeu o título mundial contra desafiantes tanto da TNA quanto do NXT nos programas do NXT, como Mike Santana e Josh Briggs. No entanto, após a última dessas defesas, Williams foi atacado de surpresa por Hendry e fugiu do ringue. Dois dias depois, no episódio de 26 de junho do TNA Impact!, Hendry estava fazendo uma promo para o público quando foi interrompido pelo diretor de autoridade da TNA, Santino Marella, que o informou de que teria sua revanche pelo Campeonato Mundial da TNA contra Williams no Slammiversary. Contudo, mais tarde naquela noite, após derrotar A. J. Francis em uma street fight, Santana exigiu ser adicionado ao combate, alegando que, em sua tentativa anterior no NXT, foi prejudicado pela interferência do grupo Fir$t Cla$$ (Francis e KC Navarro). Quatro dias depois, Marella anunciou pelas redes sociais que Santana estaria oficialmente na luta pelo título mundial no Slammiversary, tornando-a oficialmente uma luta three-way.
No Against All Odds, Leon Slater, The Hardys (Jeff Hardy e Matt Hardy) e The Home Town Man enfrentaram o grupo The System (Brian Myers, Eddie Edwards, JDC e o campeão da X Division da TNA, Moose) em uma luta de quartetos. A equipe formada por Slater e The Hardys acabou saindo vitoriosa, com Slater fazendo o pin em Moose, o que o colocou como próximo desafiante ao título da X Division. Como resultado, no episódio seguinte do TNA Impact!, Santino Marella anunciou que Moose defenderia o título da X Division contra Slater no Slammiversary.
Após ser derrotado por Mike Santana em uma luta Falls Count Anywhere no Rebellion, Mustafa Ali entrou em uma espiral descendente, tornando-se cada vez mais agressivo em suas lutas – inclusive interferindo em combates nos quais nem estava envolvido. Além disso, passou a ser verbalmente e até fisicamente abusivo com seus aliados no grupo Order 4 (Tasha Steelz e a dupla The Great Hands, formada por John Skyler e Jason Hotch). Enquanto isso, Steelz vinha mantendo contato com uma pessoa misteriosa que, segundo ela, poderia "colocar Ali nos eixos". A crescente tensão dentro da facção levou a uma luta entre Ali e Hotch no Against All Odds, onde Ali venceu de forma impiedosa. Após o combate, Ali confrontou Skyler por tentar proteger Hotch e, ao tentar oferecer respeito ao próprio Hotch, este o rejeitou e saiu do ringue. Na edição de 26 de junho do TNA Impact!, uma reunião entre os membros do grupo falhou em resolver os conflitos, levando à marcação de uma luta "Call to Arms" entre Ali e Skyler para a semana seguinte — uma luta na qual ambos começaram com uma das mãos amarradas às cordas. Os dois acabaram se libertando com o uso de tesouras, mas Ali acabou vencendo novamente. Ainda tomado pela raiva com a "insubordinação" de sua facção, Ali se preparava para atacar Skyler com uma cadeira de aço, mas foi interrompido por um antigo rival: Cedric Alexander. Na semana seguinte, Alexander e Ali se encontraram no ringue. Alexander revelou que foi Steelz quem o chamou, preocupada com o comportamento de Ali, esperando que ele pudesse fazê-lo enxergar a razão. No entanto, Ali rejeitou a ajuda, deixando claro seu ressentimento com o sucesso de Alexander às suas custas, sentindo-se ofuscado por ele desde a antiga rivalidade entre os dois. Ali então desafiou Alexander para uma luta no Slammiversary, desafio que Alexander logo aceitou.
No pré-show Countdown to Against All Odds, The IInspiration (Cassie Lee e Jessica McKay) fizeram seu retorno à TNA após três anos, confrontando as campeãs mundiais de duplas das Knockouts da TNA, o grupo The Elegance Brand (Ash by Elegance, Heather by Elegance e M by Elegance) após a luta destas, deixando claras suas intenções de disputar o título. Após algumas semanas observando e estudando umas às outras, as duas equipes participaram de uma battle royal valendo uma futura chance pelo Campeonato Mundial das Knockouts da TNA. Todos os membros de ambas as equipes pareciam ter sido eliminadas pelo restante do plantel, mas descobriu-se que Ash havia passado por baixo das cordas durante a confusão, o que significava que ela ainda estava legalmente na luta. Escondendo-se durante a maior parte do combate, Ash acabou vencendo a battle royal ao eliminar Indi Hartwell e Tessa Blanchard ao mesmo tempo. As tensões entre The Elegance Brand e The IInspiration continuaram após o show. Segundo relatos nas redes sociais, a equipe das campeãs interrompeu uma sessão de meet and greet das desafiantes, resultando em um breve confronto físico. No episódio da semana seguinte do TNA Impact!, a TNA anunciou oficialmente que The IInspiration desafiaria Ash e Heather by Elegance pelo Campeonato Mundial de Duplas das Knockouts da TNA no Slammiversary.
Após a vitória de Ash by Elegance na battle royal, que lhe garantiu uma futura oportunidade pelo Campeonato Mundial das Knockouts da TNA, ela foi confrontada pela campeã, Masha Slamovich — mas ambas acabaram sendo ofuscadas pela aparição surpresa da campeã feminina do NXT, Jacy Jayne. Na semana seguinte, em 3 de julho, após Slamovich reter seu título contra Killer Kelly em uma luta de correntes, ela foi atacada de surpresa pelo grupo Fatal Influence, do NXT, formado por Jacy Jayne, Fallon Henley e Jazmyn Nyx. Mais tarde no mesmo episódio, Santino Marella e sua filha, Arianna Grace (que atua como ligação oficial entre a TNA e o NXT), anunciaram uma luta Título vs. Título para o Slammiversary, envolvendo tanto o Campeonato Mundial das Knockouts da TNA quanto o Campeonato Feminino do NXT. Com Jayne mantendo seu título no Evolution, isso confirmou que Jayne enfrentaria Slamovich no Slammiversary.
Em 10 de julho, uma vinheta foi exibida durante o TNA Impact!, patrocinada pela 4th Rope Wrestling de Westside Gunn. A vinheta apresentava o campeão Flyweight da 4th Rope, Real1 (anteriormente conhecido como Enzo Amore na WWE), discutindo a possibilidade de aparecer no Slammiversary, devido ao evento acontecer na sua região natal, a área Tri-State. Isso foi confirmado na semana seguinte em outra vinheta da 4th Rope, quando Real1 declarou que também traria consigo o campeão dos pesos pesados da 4th Rope, Zilla Fatu, e um "bispo" para o evento. Um promo do campeão internacional da TNA, Steve Maclin, logo se seguiu, onde ele declarou que lutaria contra qualquer lutador de qualquer companhia que aparecesse na TNA. A TNA então anunciou que Maclin faria equipe com Jake Something e Mance Warner para enfrentar Real1, Fatu e Josh Bishop em uma luta de trios no pré-show Countdown to Slammiversary.
A facção do NXT, DarkState (Dion Lennox, Osiris Griffin, Saquon Shugars e Cutler James), fez sua estreia na TNA no episódio de 3 de julho do TNA Impact!, atacando Matt Cardona após sua luta contra Eddie Edwards; Cardona havia derrotado Edwards devido a uma interferência não intencional de Brian Myers, colega de grupo de Eddie no System e amigo de longa data de Cardona. Na semana seguinte, Cardona procurou The System por ajuda contra o DarkState, mas foi ignorado pela maioria do grupo, enquanto Myers parecia hesitante. Então, no episódio de 15 de julho do NXT, DarkState enfrentou Joe Hendry, Mike Santana e Trick Williams em uma luta de trios, que foi interrompida após The System (Myers, Edwards e JDC) surgir para atacar o DarkState. Dois dias depois, no TNA Impact!, foi confirmado que Cardona se uniria ao System em uma luta de quartetos contra o DarkState no Slammiversary.
Em 15 de julho, o presidente da TNA, Carlos Silva, escreveu no X que o Slammiversary seria uma noite "fenomenal" na história da TNA. Dois dias depois, perto do final do TNA Impact!, foi exibido um teaser com clipes de AJ Styles na TNA, juntamente com uma mala contendo o equipamento de Styles, antes de ser mostrada uma faixa do Slammiversary no final. A TNA confirmaria no dia seguinte que Styles, que luta atualmente pela WWE, retornaria à TNA no Slammiversary, mais de uma década após sua última aparição na empresa.

## Recepção
O evento quebrou o recorde de maior público em qualquer evento ao vivo da TNA na América do Norte na história da empresa, superando o recorde anterior, que havia sido estabelecido no Lockdown em 2013.
O show recebeu críticas geralmente positivas, no entanto, o evento principal pelo Campeonato Mundial da TNA recebeu uma crítica extremamente negativa. Jason Powell, do Pro Wrestling Dot Net, criticou o final do evento principal, afirmando: "Que maneira horrível de terminar um pay-per-view que foi, na maior parte, agradável." A equipe do TJR Wrestling avaliou o show com 7,25/10, dizendo: "Foi uma luta sólida durante a noite inteira pela TNA, mas se você é um fã da TNA que assiste semana após semana e acreditou na empolgação de que este seria o melhor show da história, provavelmente está se sentindo um pouco decepcionado após o Slammiversary. NXT tem os dois maiores Campeonatos Mundiais da TNA e eu odeio isso. O maior show da TNA na América do Norte de todos os tempos, com dois desafiantes face (Hendry e Santana), um deles de Nova Iorque e com um outsider do NXT (Williams) segurando o título e mantendo-o no lutador do NXT? Raramente fico bravo com resultados de wrestling, mas isso foi demais, até mesmo para os padrões da TNA." Graham Matthews, do WrestleRant, afirmou: "O final do evento principal foi sem graça e terrivelmente executado. A retenção de Williams já foi ruim o suficiente, mas a maneira como fizeram isso resultou em um final extremamente decepcionante. Típico da TNA, deixando escapar. Um espectador casual da TNA pode ter gostado mais desse evento do que eu, e embora eu ache que foi, no final, um bom pay-per-view, a TNA teve edições muito melhores do Slammiversary, até mesmo nos últimos anos." Squish, do AllYourWrestling.com, deu uma nota geral de 7/10, novamente criticando o evento principal, dizendo: "O final me surpreendeu bastante. Este foi o maior show da TNA nos EUA, a chance da TNA usar esse grande show para iniciar uma nova era e, em vez disso, tivemos isso? Esta luta resume o PPV inteiro, não foi ruim, mas decepcionante." Andrew Sinclair, do Voices of Wrestling, afirmou que "No maior show da TNA na América do Norte, a vitória pelo título bem construída para o herói local foi roubada pelo vilão de outra promoção. Além da luta pelo título da X-Division e a confusão da luta pelo título de duplas, nada nesse show foi bom. Nas duas grandes lutas entre os campeonatos da WWE e da TNA, a TNA foi completamente humilhada e diminuída. O Slammiversary foi a 'coisa mais TNA' que já vi, e isso não é um elogio."

## Resultados
| Nº                                          | Resultados | Estipulações                                                                                          | Tempo |
| ------------------------------------------- | --- | --- | ----- |
| Pré- show                                   | The Elegance Brand (Ash by Elegance e Heather by Elegance) (c) (com M by Elegance e The Personal Concierge) derrotou The IInspiration (Cassie Lee e Jessica McKay)              | Luta de duplas pelo Campeonato Mundial de Duplas das Knockouts da TNA                                 | 8:30  |
| Pré- show                                   | The Home Town Man derrotou Eric Young (com Judas Icarus e Travis Williams) | Luta individual                                                                                       | 4:10  |
| Pré- show                                   | Ropebreakers (Real1, Zilla Fatu e Josh Bishop) derrotaram Steve Maclin, Jake Something e Mance Warner (com Steph De Lander)                                                     | Luta de trios                                                                                         | 3:00  |
| 4                                           | Mustafa Ali (com Jason Hotch, John Skyler e Tasha Steelz) derrotou Cedric Alexander                                                                                             | Luta individual                                                                                       | 14:30 |
| 5                                           | Matt Cardona e The System (Brian Myers, Eddie Edwards e JDC) (com Alisha Edwards) derrotaram Darkstate (Dion Lennox, Osiris Griffin, Saquon Shugars e Cutler James)             | Luta de quartetos                                                                                     | 6:45  |
| 6                                           | Indi Hartwell derrotou Tessa Blanchard (com Victoria Crawford) | Luta individual                                                                                       | 15:30 |
| 7                                           | Jacy Jayne (NXT) (com Fallon Henley e Jazmyn Nyx) derrotou Masha Slamovich (TNA) (com Léi Yǐng Lee e Xia Brookside)                                                             | Luta Título vs. Título pelo Campeonato Mundial das Knockouts da TNA e pelo Campeonato Feminino do NXT | 12:45 |
| 8                                           | Leon Slater derrotou Moose (c) (com Alisha Edwards) | Luta individual pelo Campeonato da X Division da TNA                                                  | 15:00 |
| 9                                           | The Hardys (Jeff Hardy e Matt Hardy) derrotaram The Nemeths (Nic Nemeth e Ryan Nemeth) (c), The Rascalz (Myron Reed e Zachary Wentz) e Fir$t Cla$$ (A. J. Francis e KC Navarro) | Luta de escadas four-way de duplas pelo Campeonato Mundial de Duplas da TNA                           | 17:30 |
| 10                                          | Trick Williams (c) derrotou Joe Hendry e Mike Santana | Luta three-way pelo Campeonato Mundial da TNA                                                         | 13:15 |
| (c) – Refere-se aos campeões antes da luta. | | |       |